# Allobates humilis
Allobates humilis (synoniem: Colostethus humilis) is een kikkersoort uit de familie van de Aromobatidae. De wetenschappelijke naam van de soort is voor het eerst geldig gepubliceerd in 1978 door Juan Arturo Rivero.
De soort komt voor in Venezuela, in het tropisch regenwoud. De larven ontwikkelen zich vermoedelijk in tijdelijke vijvers, maar de exacte voortplantingsgewoonten zijn onbekend.